# Giuseppe Sammartini
Giuseppe Sammartini, född 6 januari 1695 i Milano, död 17 eller 23 november 1750 i London, var en italiensk oboist och kompositör. Tillsammans med sin yngre bror Giovanni Battista fick han oboelektioner av deras franskfödde far Alexis St.Martin. Han tillbringade flera år i orkestern i Teatro Regio Ducal i Milano innan han via Bryssel kom till London där han var verksam resten av sitt liv. Sammartini blev där känd som den bäste oboisten i världen och framträdde bland annat på Her Majesty's Theatre. 1736 blev han anställd hos Fredrik, prins av Wales och fortsatte tjäna dennes familj till sin död.

## Verk i urval
- 12 Sonater för 2 flöjter och generalbas
- 6 Solos för 2 flöjter och generalbas
- 12 Sonater för 2 violiner och generalbas
- 6 solos för 1 flöjt och generalbas
- 6 Violinkonserter
- 6 Sonater för 2 flöjter och generalbas
- 1 Oboekonsert
- 4 Klaverkonserter
- 16 Ouvertyrer
- 24 Concerti grossi

## Fotnoter
1. ↑  Encyclopædia Britannica, Encyclopædia Britannica Online-ID: biography/Giuseppe-Sammartinitopic/Britannica-Online, läst: 9 oktober 2017.[källa från Wikidata]
2. ↑  SNAC, SNAC Ark-ID: w6g74183, läs online, läst: 9 oktober 2017.[källa från Wikidata]
3. ↑  International Music Score Library Project, IMSLP-ID: Category:Sammartini,_Giuseppe, läst: 9 oktober 2017.[källa från Wikidata]
4. 1 2 3  arkiv Storico Ricordi, Archivio Storico Ricordi person-ID: 10120.[källa från Wikidata]
5. ↑  Grove Music Online, Oxford University Press, Grove Music Online ID: 24464, läs online.[källa från Wikidata]